# زمین‌لرزه کبه
زمین‌لرزهٔ کُبه یا زمین‌لرزهٔ بزرگ هانشین زمین‌لرزه‌ای است با بزرگای گشتاوری ۶٫۸ یا با بزرگی ۷/۳درجه در مقیاس ریشتر، که در ۱۷ ژانویه ۱۹۹۵، در ساعت ۵:۴۶ صبح شهر کُبه در ژاپن را به مدت ۲۰ثانیه لرزاند و در هم کوبید. این زمین‌لرزه یکی از بدترین رویدادهای طبیعی در ژاپن بود که خسارات شدیدی به بار آورد و باعث خرابی بسیاری از پل‌ها و سازه‌های دیگر شد.

## توضیح
کانون این زمین لرزه در عمق ۱۴کیلومتر آب‌های سواحل شهر کُبه اعلام شد، مسوولان ژاپنی، علت بالا بودن سطح آسیب‌ها و ویرانی‌های شهر کُبه را نوع این زمین لرزه می‌دانند که تقریباً در زیر منطقه و به صورت عمودی رخ داده بود. ویرانی شهر کُبه به مردم ژاپن این احساس را داد که با وجود پایان یافتن جنگ جهانی دوم، ژاپن همچنان آسیب‌پذیر است. 	
بعدها باوجود جبران آسیب‌های زمین‌لرزه و بازسازی بندر کوبه، مردمی که شاهد این رویداد بودند همچنان از مشکلات روانی آن رنج می‌بردند.

## هزینه‌ها

### هزینه‌های خرابی
در نتیجهٔ این زمین‌لرزه ۶هزار و ۴۳۳نفر کشته و بیش از ۴۳هزار نفر زخمی شدند. حدود ۱۰درصد از کل تلفات این زلزله به علت آتش‌سوزی تأسیسات شهری پس از وقوع زمین لرزه بود. در جریان این زمین‌لرزه، حدود ۲۵۰هزار دستگاه ساختمان و تأسیسات زیر بنایی در استان هیوگو و استان‌های همسایهٔ آن تخریب شد.
خرابی‌های گستردهٔ ناشی از این زمین‌لرزه، سبب بی‌خانمان و آواره شدن ۳۰۰ هزار نفر شد. ژاپنی‌ها خسارت وارده به شهر کُبه و مناطق مجاور آن را در مجموع حدود یکصد میلیارد دلار برآورد کرده‌اند.

### هزینه‌های بازسازی
مبلغی که دولت ژاپن برای بازسازی شهر کُبه اختصاص داد، در حدود ۱۶ میلیارد دلار بود. دولت‌های مرکزی، محلی و بخش خصوصی به‌طور نمونه در طول سال‌های بعد از این زلزله افزون بر ۱۲تریلیون ین برای بازسازی شهر کُبه هزینه کردند.

## بررسی علمی

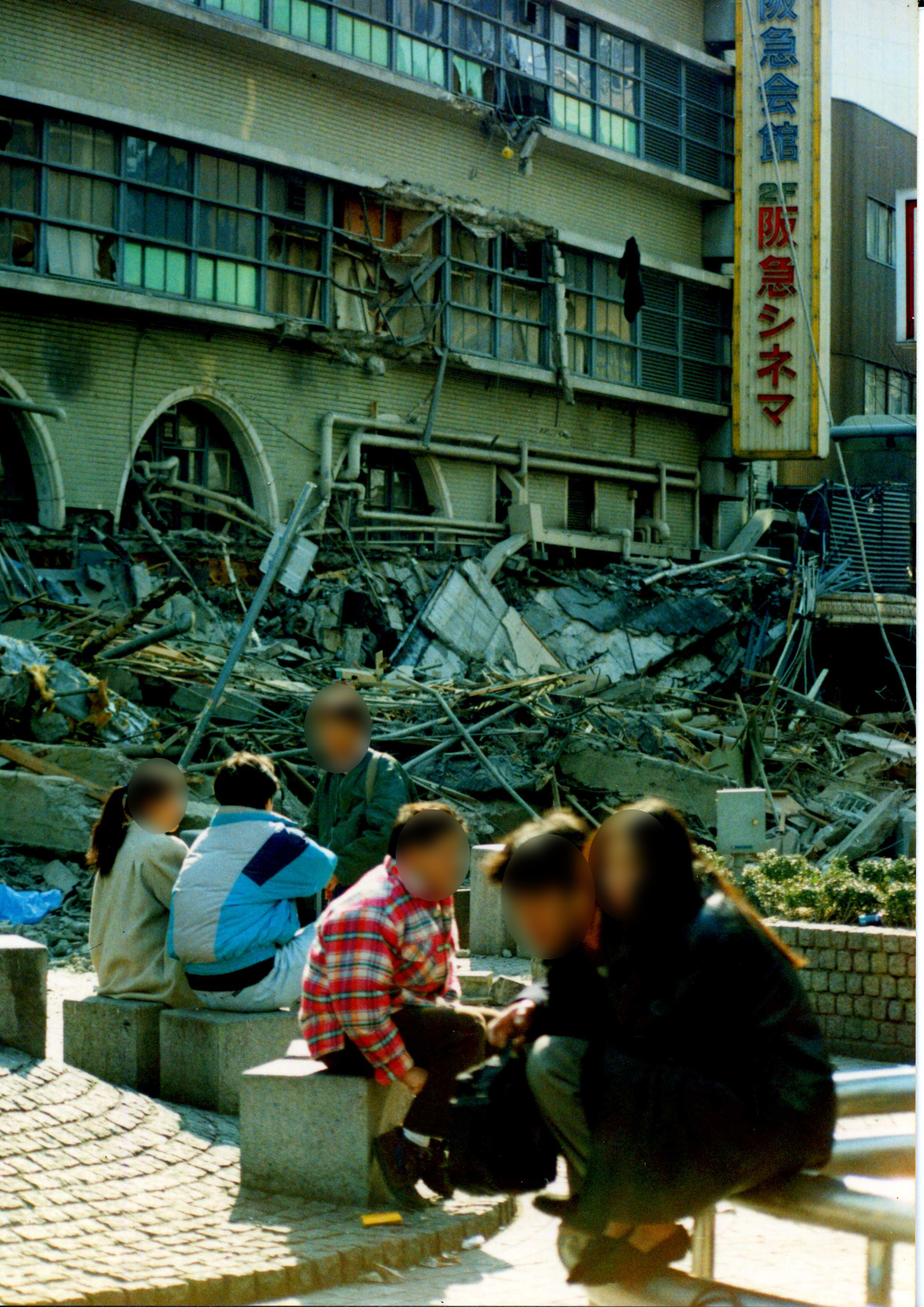
خرابی در ناحیهٔ سانومیا، کُبه

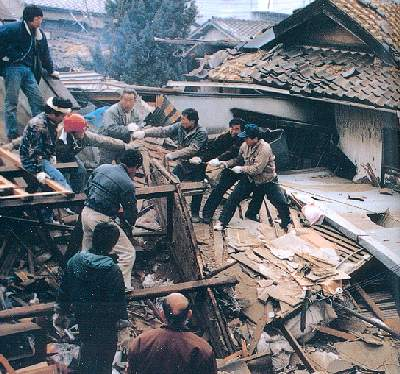
خانه‌های ویران

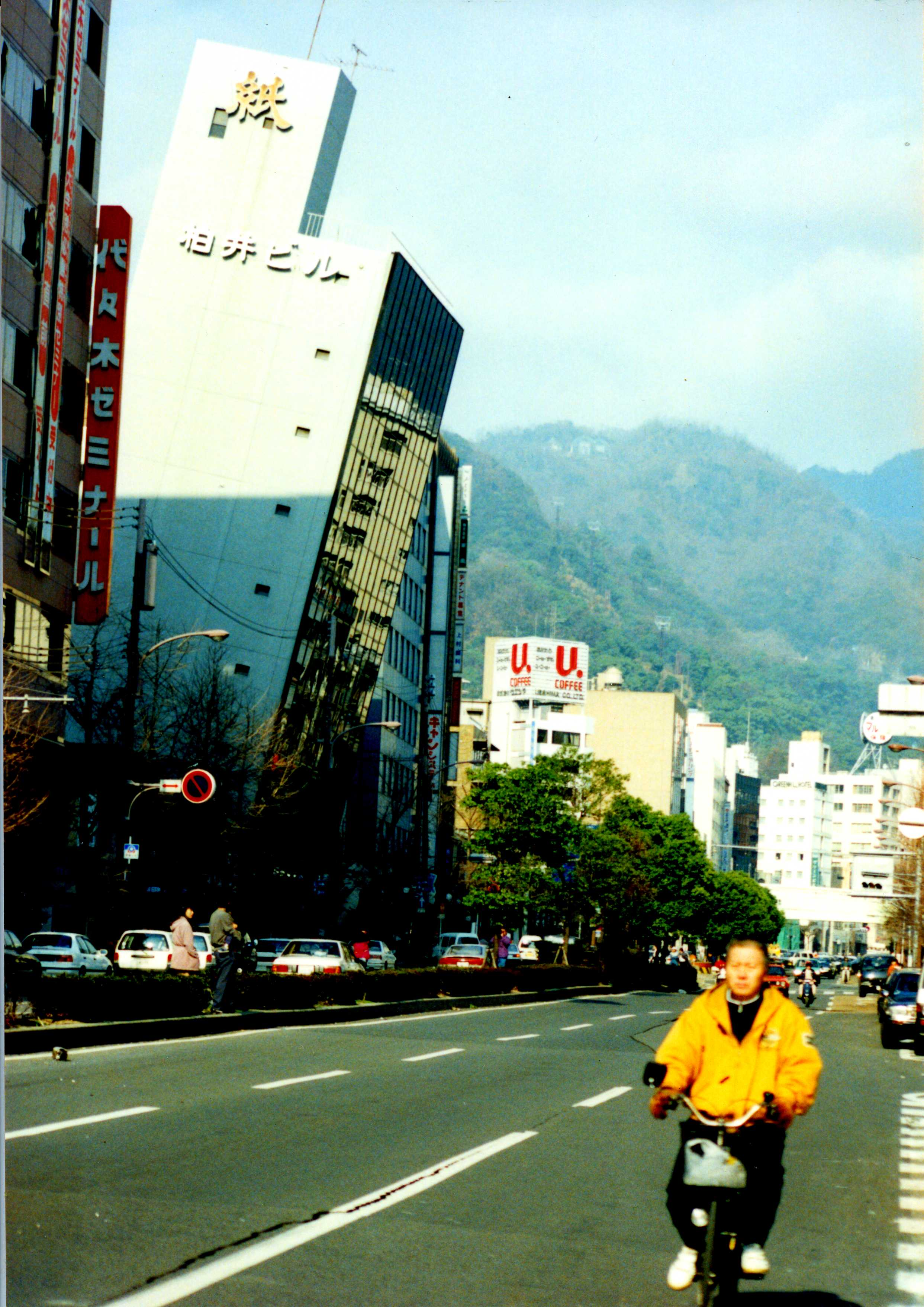
چند لحظه پیش از واژگونی ساختمان کاشیوایی

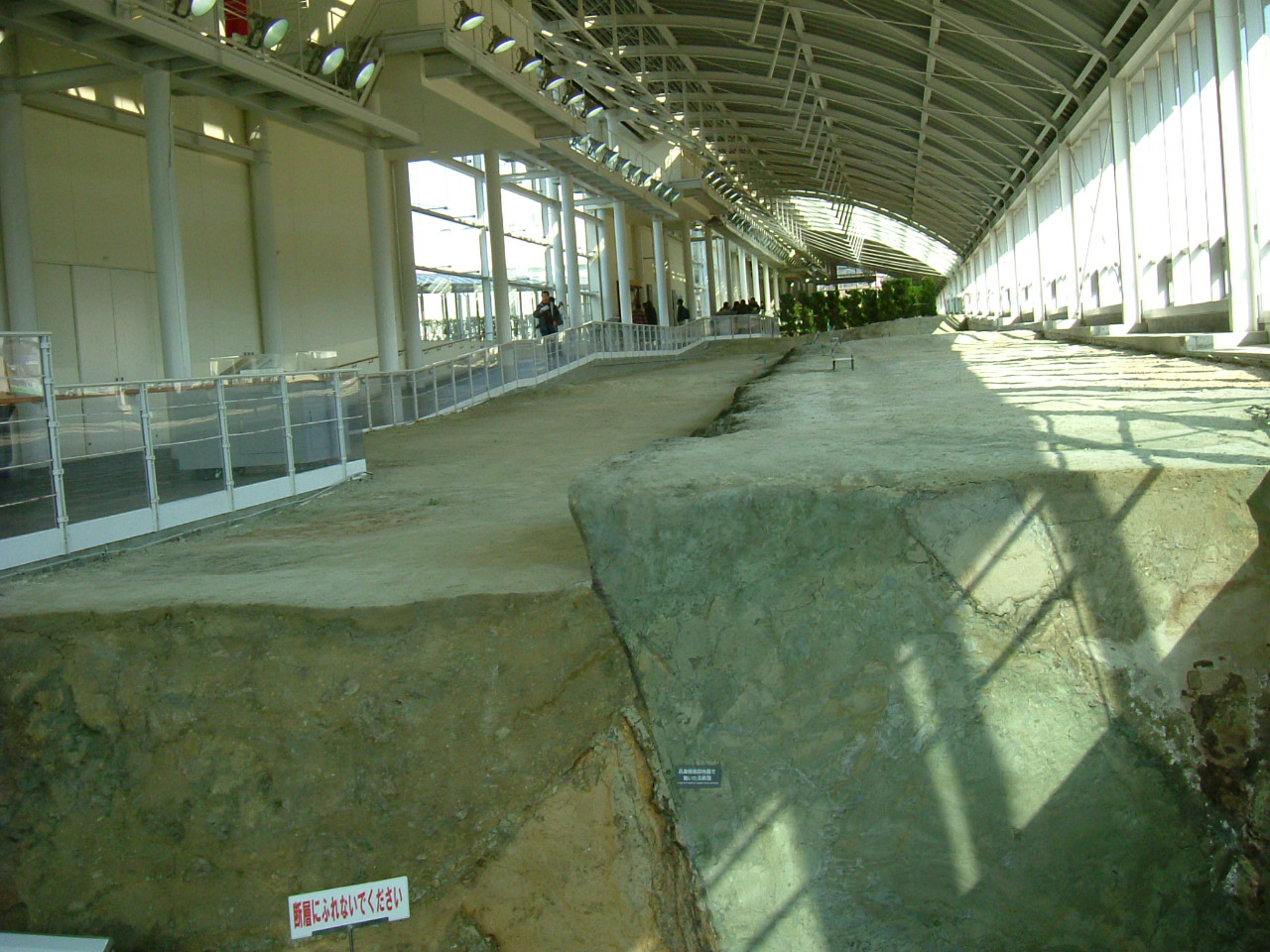
برشی از گسل نوجیما

این زلزله با وجود تمامی هزینه‌های مالی و انسانی‌اش، محل‌های کاستی در یک ساختار شهری امروزی در برابر زمین‌لرزه را به خوبی آشکار کرد؛ به همین کارشناسان زلزله از این رویداد به عنوان یک مدل حقیقی و ارزشمند مطالعاتی در زمینهٔ شناخت زمین‌لرزه و آثار تخریبی آن در جوامع شهری امروزی و صنعتی استفاده کردند.
زمین‌لرزهٔ کُبه در شهری روی داد که ساختمان‌ها و زیرساخت‌های آن از حداقل استانداردهای ایمنی برخودار بود، به همین دلیل مطالعه بر روی این شهر و بهره گیری از نتایج آن برای دیگر شهرها ارزشمند است.
تجربه‌های علمی بدست آمده از این زمین‌لرزه عبارتند از
- ضرورت افزایش سطح استانداردهای ایمنی در ساختمان‌ها و زیرساخت‌های شهری، حتی در مناطقی که احتمال زمین‌لرزه درآن‌ها کمتر است؛ یکی از علل پایین‌تر بودن سطح استانداردهای ایمنی ساختمان‌سازی در شهر کُبه نسبت به دیگر شهرهای مهم ژاپن، پایین بودن احتمال بروز زلزله‌های قوی در منطقهٔ هان‌شین عنوان شده بود.
- نکتهٔ مهم دیگر در این زمینه، بالا بودن سطح آسیب‌پذیری ساختمان‌های قدیمی در مقایسه با ساختمان‌های جدید در زمان بروز یک زمین‌لرزهٔ قوی است. در زمین‌لرزهٔ کُبه بیشترین آسیب‌های وارده به بافت قدیمی و سنتی این شهر بود.
- تقویت و ایمن‌سازی شبکه‌های حیاتی شهری مانند خطوط ارتباطاتی، شبکه‌های برق، آب و گاز در شهرهای بزرگ.

زمین‌لرزهٔ هان‌شین علاوه بر تخریب خط‌های برق، آب، گاز و تلفن شهری، دو شاه‌راه اصلی شهر کُبه و بخش‌هایی از شبکهٔ راه‌آهن و ترابری زیرزمینی (مترو)، فرودگاه و بندر این شهر را نیز از بین برد. با ازبین رفتن پل‌های بزرگ شهر، ترابری در منطقهٔ زلزله زده، فلج و عملیات کمک رسانی به ویژه در ساعت‌های نخستین پس از زلزله کاملاً ناممکن شده بود. همچنین در اثر شکسته شدن خط‌های گاز شهری، آتش‌سوزی گسترده‌ای به ویژه در سوی غربی کُبه رخ داد و نزدیک به ۷هزار ساختمان به‌طور کلی در آتش سوخت.
شکسته شدن لوله‌های آب در شهر کُبه نیز علاوه بر ایجاد بی‌آبی، سبب شد که بسیاری از ساختمان‌های شهری که ویران نشده بودند به دلیل نفوذ آب به پی آنها، دچار خسارت شدید شوند.
- کمک‌رسانی به ساختمان‌های بلند مرتبهٔ آسیب دیده در شهر کُبه نیز بخشی دیگری از مشکلات ناشی از زلزله‌های قوی در شهرهای بزرگ را آشکار ساخت.

در زمان وقوع زلزلهٔ کُبه بسیاری از نیروهای کمکی و آتش‌نشانی این شهر ابزارهای لازم برای کمک رسانی به ساختمان‌های بلند مرتبه را نداشتند در نتیجه کمک رسانی به این گونه ساختمان‌ها بسیار کند صورت می‌گرفت.
- ضرورت افزایش سطح هماهنگی میان نیروهای کمکی و دستگاه‌های شهری؛ و بالا بردن سطح مدیریت بحران در زمان بروز زمین لرزه‌های قوی از دیگر کاستی‌هایی بود که در جریان زلزلهٔ کُبه اهمیتش آشکار شد.

نبود هماهنگی لازم میان نیروهای کمکی سبب کندشدن عملیات کمک رسانی در زمان زلزله شده بود و این از جمله انتقادهایی بود که به دولت وقت ژاپن وارد شد.
- توجه علمی و سازمان‌یافته به ناهنجاری‌های اجتماعی و مشکلات روانی ایجاد شده پس از زمین‌لرزه، از دیگر نکات آموزندهٔ پس از زلزلهٔ کُبه شمرده می‌شود.

پس از زمین‌لرزهٔ کُبه، آثار اجتماعی زمین‌لرزه به شدت در شهر آشکار شد که از آن جمله می‌توان به افزایش بیکاری، اضطراب، خودکشی، پناه بردن به الکل و دارو و افزایش طلاق اشاره کرد.
دست‌اندرکاران دولت ژاپن پس از زمین‌لرزهٔ کُبه تلاش داشته‌اند تا از تجربه‌های بدست آمده بخوبی بهره برند و حساسیت‌ها را نسبت به بروز سرپیچی از قوانین ایمنی به شدت بالا برده‌اند. بر همین اساس است که علاوه بر برگزاری مانورهای دوره‌ای و سراسری برای آمادگی دستگاه‌ها و مردم برای مقابله با آسیب‌های زمین‌لرزه، معیارها و استانداردهای ایمنی در ساختمان‌ها و زیرساخت‌های شهری را نیز تقویت کرده‌اند.
- برای نمونه به دنبال این زمین‌لرزه، تأکید بیشتری بر رعایت استانداردهای ساخت وسایل گرمازا در ژاپن صورت گرفت که قطع خودکار گاز، برق و سوخت، پس از زلزله‌های شدید از آن جمله‌اند.
- استفاده از مصالح سبک و در عین حال مقاوم در ساختمان‌سازی و افزایش سطح آموزش عمومی از دیگر مواردی بود که بعد از زمین‌لرزهٔ کُبه بر آن بسیار تأکید شده‌است.
- تقویت ایمنی زیرساخت‌های شهری مانند پل‌ها و شاهراه‌ها نیز از دیگر نکاتی است که به شدت مورد توجه دولت ژاپن قرار گرفت.

با وجود تمامی این نکات ایمنی، تلاش‌های سازمان‌های تحقیقاتی ژاپن بر روی روش‌های مقاوم‌سازی و مقابله با زمین‌لرزه، و اجرایی کردن این تحقیقات بوسیلهٔ بخش خصوصی این کشور که نمود آن ساخت ساختمان‌های بسیار مقاوم در مقابل زمین‌لرزه است؛ همچنان ادامه دارد.
ژاپن به‌علت قرار گرفتن بر روی چهار گسل بزرگ یکی از بزرگترین کشورهای زلزله‌خیز در جهان است، آمارها نشان می‌دهد که حدود ۱۰ درصد از کل زمین لرزه‌های جهان در ژاپن و اطراف آن رخ می‌دهد. برای نمونه در سال ۲۰۰۵میلادی در ژاپن، ۱۴۰مورد زمین‌لرزهٔ با قدرت بیش از پنج درجه در مقیاس ریشتر و سه مورد زمین‌لرزهٔ با قدرت بیش از هفت درجه در مقیاس ریشتر رخ داده‌است.
باوجود این دستاوردهای بزرگ، برخی از کارشناسان ژاپنی همچنان معتقدند که شهرهای بزرگ ژاپن مانند توکیو، هنوز در برابر زمین‌لرزه‌های بزرگ کاملاً ایمن نیستند و باید تلاش وسیع‌تری برای ایمن‌سازی این شهرها به عمل آید. برخی برآوردهای صورت گرفته نشان می‌دهد که در صورت وقوع زمین‌لرزه‌ای شبیه شبیه آنچه که در کُبه روی داد، در شهر توکیو اتفاق افتد، در این شهر حداقل یازده هزار نفر کشته و حدود یک تریلیون دلار خسارت اقتصادی وارد خواهد آمد.